# Кременчуцька магнітна аномалія

Магнітні аномалії Подніпров'я.

Кременчу́цька магні́тна анома́лія (Кременчуцький залізорудний район) — розташована на лівому березі р. Дніпро, в Полтавській області.

## Дослідження
Дослідження Кременчуцького залізорудного району умовно ділиться на 4 етапи. 
- До першого відносяться дослідження, які проводилися до 1924 року включно.
- До другого - період з 1924 року до 1941 року.
- Третій етап - з 1945 р. до 1957 р.
- До четвертого - з 1968 р. до 1987 р.

Початок дослідження аномалії припадає на другу половину ХІХ століття (1882 р) відомим магнітологом П.Я. Армашевським, геологами, які вивчали третинні та четвертинні відкладення : П.П. П'ятницький (1887), А.В. Гуров (1887 р), І.А. Соколовим (1893 р). Ними була складена перша геологічна карта району, а також складена перша схема геоморфології Придніпров'я та стратиграфічна схема осадових порід району. В 1988 році А.В. Гуровим було виказано припущення про наявність на території Кременчуцького повіту сланців, подібних до Криворізьких. 

В журналі "Хуторянин"(№32), який видавався в Полтаві з 1896 до 1917 року, відомий вчений В.І. Вернадський в статті "Ознаки залізних руд в Полтавський губернії" в 1897 році писав: 
"Знаходження ознак залізняку в контакті різних порід дає привід бажати серйознішого вивчення цієї місцевості, тому що може виявитися, що червоний залізняк не залягав у гранітах, а пов'язаний з особливою різницею гнейсу або зі сланцем. До сланців же, як відомо, присвячені найбагатші родовища залізних руд півдня Росії. Треба мати на увазі ще інше обставина. Поблизу є величезна магнітна аномалія. Вона спостерігається за Пслом, у межах Кременчуцького повіту, дуже зрозуміла поблизу с. Ламане і може бути простежено майже до села Келеберда на Дніпрі. Існування її вздовж Дніпра мені відоме. Причини магнітних аномалій, вірогідно різні: їх, проте, лише одне відома з точністю - існування поблизу аномальної території значних покладів магнітного залізняку тощо руд. Тому ознаки залізних руд біля Кременчука заслуговують на увагу."
Цілеспрямоване та систематичне дослідження району почалося в 1924 році Андрієм Олександровичем Строною. Мета була в виявлені меж Кривбасу. 
В 1929 - 1930 році було проведено детально магнітометричну зйомку всього Кременчуцького району. 
В червні 1931 року була створена Кременчуцька геологопошукова партія (керівник С.П. Родіонов), яка в період 1931-1935 пробурила близько 340 скважин. 
В 1935 році вивчення аномалії було тимчасово припинене, а другий етап робіт почався в 1939 році під керівництвом того ж С.П. Родіонова. Цей етап тривав до початку війни в 1941 році. 
В 1945 році вивчення аномалії продовжилося. В період 1945 - 1948 рр. керівником робіт була Зоя Олександрівна Крутиховська. 
В 1956 на основі попередніх вишукувань були складені точні геологічні карти Кременчуцької магнітної аномалії в масштабах 1:10000 та 1:250000. 
В 1956-1967 рр. роботи з пошуку та розвідки залізних руд були припинені, потім - в 1968 році відновлені та продовжувались до 1987 року. 

## Історія освоєння
Кременчуцька магнітна аномалія відкрита у 1924-1928 роках при магнітометричних роботах геологом Андрієм Строною.
На базі залізорудних родовищ працює Полтавський гірничо-збагачувальний комбінат з проектною продуктивністю 34 млн т руди на рік, будівництво якого почате 29 листопада 1960 року. На місці аномалії розпочалося будівництво найбільшого на той час у Європі гірничо-збагачувального комбінату. 15 січня 1962 року поруч було засноване сучасне місто Горішні Плавні з площею понад 11 тисяч гектарів, де мешкає понад півсотні тисяч людей.
Детальніші пошукові роботи продовжилися після Другої світової війни, а в сімдесятих роках тут розпочалося промислове добування залізних руд поблизу сучасних Горішніх Плавнів. Найбільший внесок у вивчення та розвиток аномалії здійснили:
- кандидат геолого-мінералогічних наук Андрій Строна
- доктор геолого-мінералогічних наук Сергій Родіонов
- доктор геолого-мінералогічних наук Михайло Доброхотов
- доктор геолого-мінералогічних наук Зінаїда Крутиховська
- кандидат геолого-мінералогічних наук Петро Шрамко
- гідрогеолог Іван Місяць
- геолог Віктор Халло[2].

## Загальний опис
Площа складає 100 км². Запаси у північній частині дорівнюють 11 млрд т, у південній — 4,4 млрд т. Вміст заліза — 32 %. Розвідано 9 залізорудних родовищ — Горішньо-Плавнівське, Лавриківське, Єристовське, Беланівське, Галещинське, Василівське, Харченківське, Мануйлівське і Броварське. Вони утворюють неперервну смугу залізистих кварцитів меридіонального простягання протяжністю 45 км і шириною 200—700 м. Глибина залягання докембрійських порід, до яких приурочені залізисті кварцити і багаті залізні руди — на півдні 15-20 м, на півночі — 420 м.
Район складає північну гілку Криворізько-Кременчуцької структурно-металогенічної зони. Представлений смугою докембрійських порід шириною 1-3 км, яка простягається з півночі на південь на 45 км. Залізні руди приурочені до саксаганської світи криворізької серії нижнього протерозою. Саксаганську світу (потужністю до 1200—1300 м) складають п'ять підсвіт залізистих кварцитів, які розділяються сланцевими горизонтами. У Кременчуцькому районі розвідано запаси залізних руд, що становлять 4,1 млрд т. Це багаті руди з середнім вмістом заліза 58,5 %, магнетитові кварцити (32,8 % заліза), кумінгтоніт-магнетитові кварцити (27,4 % заліза).
Перспективи району пов'язані з відпрацюванням залізистих кварцитів та впровадженням нових технологій їх збагачення.
Таблиця. Кременчуцький залізорудний район
| Родовища заліза     | Запаси (млн т) | Річний видобуток (млн т) | Вміст заліза (%) |
| ------------------- | -------------- | ------------------------ | ---------------- |
| Горішнє-Плавнінське | 1310           | 11,6                     | 35,1             |
| Галещинське         | 240            | —                        | 58,5             |